# Ліндау (район)
Ліндау (нім. Lindau) — район в Німеччині, у складі округу Швабія федеральної землі Баварія. Адміністративний центр — місто Ліндау.

## Населення
Населення району становить 82 085 осіб (станом на 31 грудня 2020).

## Адміністративний поділ
Район складається з 2 міст (нім. Städte), 3 торговельних громад (нім. Märkte) та 14 громад (нім. Gemeinden):
| Міста 1. Ліндау (25543) 2. Лінденберг-ім-Альгой (11512) Торговельні громади 1. Вайлер-Зіммерберг (6374) 2. Гайменкірх (3556) 3. Шайдегг (4251) Об'єднання громад 1. Аргенталь (громади Гестрац, Грюненбах, Маєргефен та Ретенбах (Алльгой)) 2. Зігмарсцелль (громади Гергенсвайлер, Зігмарсцелль та Вайсенсберг) 3. Штіфенгофен (громади Оберройте та Штіфенгофен) | Громади 1. Бодольц (3054) 2. Вайсенсберг (2674) 3. Вассербург-ам-Бодензеє (3801) 4. Гергац (2441) 5. Гергенсвайлер (1888) 6. Гестрац (1298) 7. Грюненбах (1524) 8. Зігмарсцелль (2967) 9. Маєргефен (1583) 10. Нонненгорн (1799) 11. Оберройте (1653) 12. Опфенбах (2349) 13. Ретенбах (Альгой) (1902) 14. Штіфенгофен (1916) |

Дані про населення наведені станом на 31 грудня 2020.